# Corydoras spectabilis
Corydoras spectabilis är en fiskart som beskrevs av Knaack, 1999. Corydoras spectabilis ingår i släktet Corydoras och familjen Callichthyidae. Inga underarter finns listade i Catalogue of Life.